# Constancio Amat y Vera
Constancio Amat y Vera fou un polític valencià. Vinculat al Partit Liberal Fusionista, fou elegit diputat per la Cambra de Comerç de València a les eleccions generals espanyoles de 1891 i 1893. El juliol de 1895 hagué de renunciar a l'escó perquè es demostrà que la corporació no reunia el nombre d'electors suficients per a tenir escó propi.